# Isfjelltunnel
Der Isfjelltunnel ist ein einröhriger Straßentunnel in Norwegen zwischen Båneset und Birtavarre in der Kommune Kåfjord in der Provinz Troms. Der Tunnel im Verlauf des Europastraße 6 ist 3246 m lang.